# The Unholy Alliance Tour
The Unholy Alliance Tour est une tournée de groupes de heavy metal qui parcourt les routes d'Amérique du Nord et de l'Europe chaque année et a pour tête d'affiche le groupe de thrash metal américain Slayer, accompagné par Lamb of God, Children of Bodom, Mastodon, In Flames et Thine Eyes Bleed lors de sa dernière édition.

## Europe 2004
Lors de l'édition 2004 en Europe de la tournée il y avait : Slayer, Slipknot, Mastodon et Machine Head. La tête d'affiche était soit Slayer soit Slipknot en fonction des dates, Slipknot se retrouva par exemple en tête d'affiche lors de la date française à Bercy.

## Amérique du Nord 2006
L'édition 2006 d'Amérique du Nord a été intitulée Chapter I, et les groupes ayant participé étaient Slayer en tête d'affiche, Lamb of God comme support direct, Children of Bodom ou Mastodon et Thine Eyes Bleed en ouverture. Le 13 juillet à Vancouver le concert fut entièrement filmé pour la sortie d'un DVD. Le DVD est sorti le 30 octobre 2007.

## Europe 2006
L'édition de 2006 en Europe a été intitulée Chapter II, et les groupes ayant participé étaient Slayer en tête d'affiche, In Flames comme support direct, Children of Bodom ou Lamb of God et Thine Eyes Bleed en ouverture. La composition était identique à celle de l'édition américaine sauf pour Mastodon, qui a été remplacé par In Flames. Le groupe français Gojira fut le deuxième groupe à jouer à Paris le 7 novembre 2006.

## Europe 2008
Le 27 mai 2008, Slayer a annoncé une série de dates pour le Chapter III du Unholy Alliance Tour. Trivium, Mastodon et Amon Amarth sont également présents pour cette édition. 25 dates sont ainsi confirmées.